# Sân bay quốc tế Sochi
Sân bay quốc tế Sochi (tiếng Nga: Международный Аэропорт Сочи; IATA: AER, ICAO: URSS) là một sân bay ở quận Adler của thành phố nghỉ mát Sochi, bên bờ Biển Đen trong chủ thể bang Krasnodar Krai, Nga. Sân bay quốc tế Sochi là một trong mười sân bay lớn nhất của Nga với lưu lượng hành khách hàng năm 2,4 triệu lượt. Sân bay đã được công nhận là các sân bay khu vực tốt nhất ở các diễn đàn thường niên lần thứ 3 "phát triển sân bay của Nga và CIS - 2013" được tổ chức bởi Hội nghị Adam Smith.